# Balekatte, Bhadravati
Balekatte là một làng thuộc tehsil Bhadravati, huyện Shimoga, bang Karnataka, Ấn Độ.